# Charles Corcelle
Charles Corcelle (* 13. Mai 1907 in Nevers; † 24. Januar 1993 in Nevers) war ein französischer Wirtschafts- und Rechtswissenschaftler, der nach dem Ende des Zweiten Weltkrieges führende Positionen in der französischen Militärverwaltung Berlins bekleidete. Für seine Verdienste um die Deutsch-Französische Aussöhnung, besonders auf kulturellem Gebiet, wurde er mit dem Bundesverdienstkreuz und der Ernst-Reuter-Plakette geehrt.

## Lebenslauf
Charles Corcelle studierte Rechts- und Wirtschaftswissenschaften an der École des hautes études commerciales de Paris, promovierte 1932 mit einer These zu den französisch-deutschen Wirtschaftsbeziehungen und arbeitete in Frankreich als Bankjustitiar. Während der Besetzung Frankreichs durch die deutsche Wehrmacht geriet er 1940 als Hauptmann der Reserve in Kriegsgefangenschaft.
Nach dem Ende des Zweiten Weltkrieges und dem Beitritt des befreiten Frankreichs zum Londoner Protokoll zur Aufteilung Deutschlands und Groß-Berlins wurde Corcelle im August 1945 als Mitarbeiter in die französische Delegation des Alliierten Kontrollrats nach Berlin entsandt. Von Juni 1948 bis Mai 1949 wurde er während der Berliner Luftbrücke mit der Organisation des Logistikzentrums als Leiter des „Centre d‘exploitation et de transit“ am neuen Flughafen Tegel beauftragt. Nach der Aufhebung der Berlin-Blockade durch die sowjetische Besatzungsmacht im Mai 1949 diente er als Repräsentant der französischen Militärregierung in Berlin für die Kontakte mit den deutschen Behörden des französischen Sektors sowie als französischer Verbindungsoffizier mit dem Senat von Berlin (West).
In allen diesen Funktionen setzte sich Corcelle für die Verständigung zwischen den vormals verfeindeten Völkern Deutschland und Frankreich ein. Bereits im August 1949 drückte er dies in einer Ansprache an die deutschen und französischen Beschäftigten am Flughafen Tegel so aus: „Tegel hat ein besseres Verständnis zwischen Franzosen und Deutschen gefördert. Der Flughafen bedeutet eine Etappe in einem Annäherungsprozess, den wir in unserem tiefen Inneren herbeiwünschen. Ich ersehne ihn mir so wie ich mir erhoffe, dass Berlin, dessen Unglück mich mit dem deutschen Boden versöhnt hat, das für mich bis dahin nur einen Boden der Verbitterung gewesen war, dass Berlin, Ihre so sympathische Stadt, in Zukunft in Freiheit und Wohlstand leben wird“.
Für diese Bemühungen wurde er am 6. Oktober 1965 mit dem Bundesverdienstkreuz Erster Klasse geehrt. Die Auszeichnung wurde ihm in einer Feierstunde durch den Weddinger Bezirksbürgermeister Helmut Mattis in Anwesenheit des Reinickendorfer Bezirksbürgermeister Heinz Gutsche im Rathaus Reinickendorf überreicht.

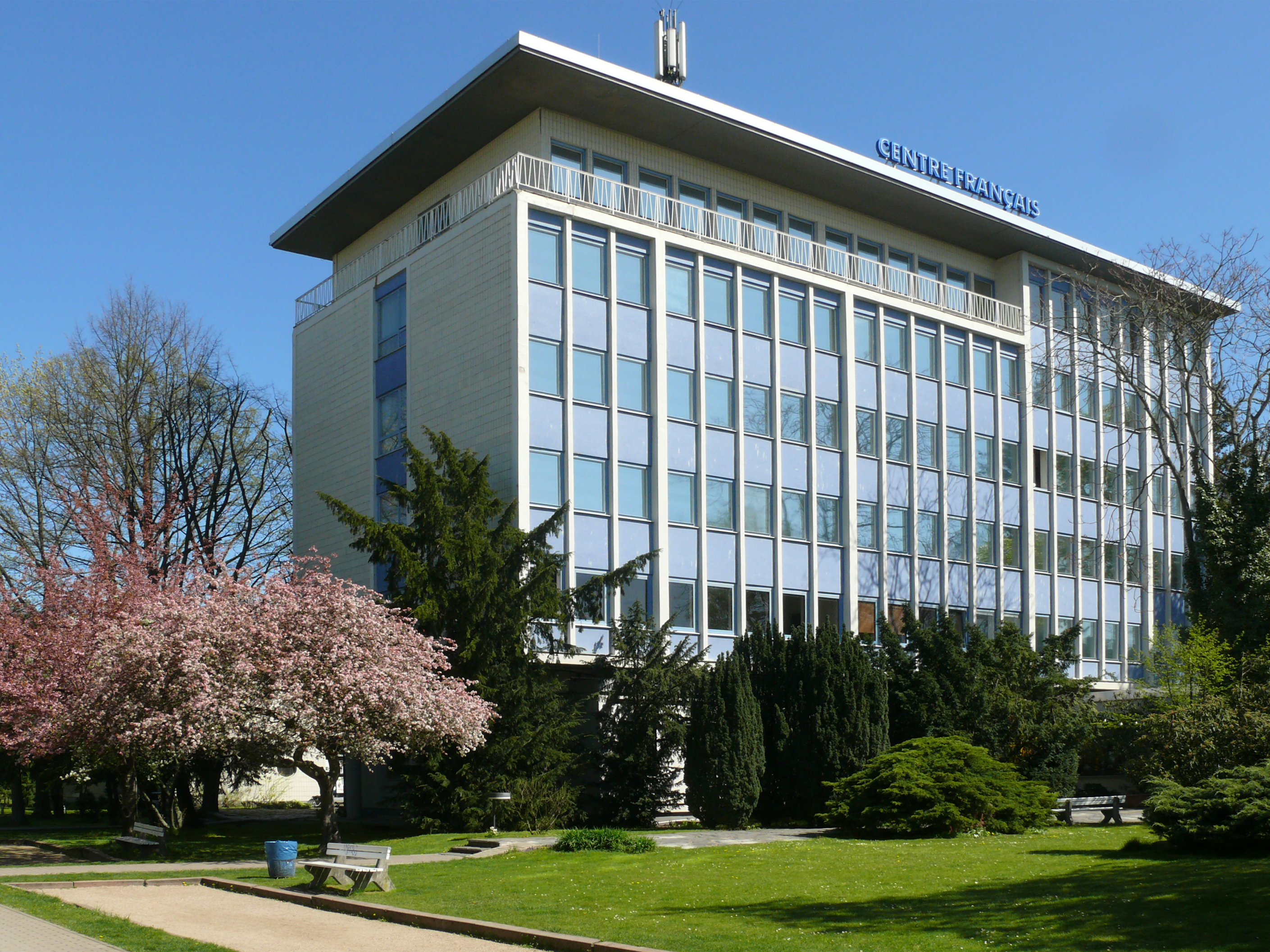
Centre Français in Berlin-Wedding. Charles Corcelle initiierte und leitete die Kultureinrichtung von 1963–1975

Besondere Bemühungen im Verständigungsprozess zwischen Deutschland und Frankreich unternahm Corcelle auf kulturellem Gebiet. Auf seine Initiative hin wurde 1951 das Centre Culturel Français de Wedding in der Badstraße 10 eingeweiht, 1956 folgte die Eröffnung einer Dependence als Centre Bagatelle in der Frohnauer Zeltinger Straße 6. Bis dahin diente die 1945 von der französischen Besatzungsmacht beschlagnahmte Villa Worch als Offizierskasino. In dem neuen Kulturzentrum fanden Filmvorführungen, Vorträge, Konzerte, Lesungen und Sprachkurse statt. Darüber hinaus existierte hier eine Bibliothek, die über 12.000 Bücher umfasste.
Der große Zulauf im Weddinger Kulturzentrum und die wachsenden Buchbestände der dortigen Bibliothek erforderten einen Neubau. Im Dezember 1961 konnten Bestände und Aktivitäten in ein neues Gebäude in der Weddinger Müllerstraße 74 umziehen, das die Bezeichnung Centre Français de Berlin erhielt. Charles Corcelle übernahm die Leitung dieses Kultur- und Begegnungszentrums bis zum Eintritt in seinen Ruhestand 1972.
Für seine hervorragende Verdienste für die Stadt Berlin auf politischem, wirtschaftlichem und geistig-kulturellem Gebiet erhielt Corcelle am 1. Juni 1972 die Ernst-Reuter-Plakette aus der Hand des Senators für Wissenschaft und Kunst von Berlin (West) Werner Stein.
Nach dem Eintritt in den Ruhestand kehrte Corcelle in seinen burgundischen Geburtsort Nevers zurück und verstarb dort im Alter von 85 Jahren.

## Veröffentlichungen (Auswahl)
- Le commerce franco-allemand depuis 1927. Thèse de droit de Paris. Imprimerie de la Tribune Nevers 1932
- Le Chèque: Etude synoptique et pratique. Editions Technique et professionelle, Paris 1938
- Sully Ledermann et Charles Corcelles: Berlin de 1939 à 1946. In: Population Jahrgang 1947 Nr. 2 pp. 354–362
- Précis d'économie politique Editions Berran, Paris 1950
- Les allies occidentaux a Berlin depuis 1945. Editions Albatros Paris 1976

## Ehrungen

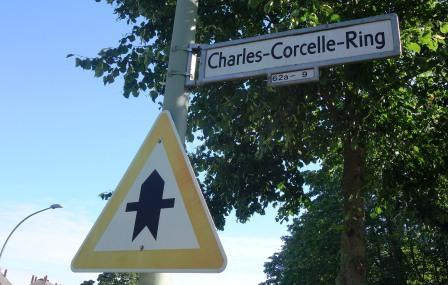
Der Straßenname am ehemaligen französischen Hauptquartier in Berlin-Wedding erinnert an den Kulturpolitiker im Dienste der französischen Militärbehörde

- Verleihung des Bundesverdienstkreuzes erster Klasse am 6. Oktober 1965
- Verleihung der Ernst-Reuter-Plakette in Silber am 1. Juni 1972
- Benennung der ehemaligen Allée Camille St. Saëns im Cité Joffre, Berlin-Wedding, in Charles-Corcelle-Ring am 1. Dezember 2000[5][6]